# 1994 YV1
1994 YV1 är en asteroid i huvudbältet som upptäcktes den 31 december 1994 av den japanska astronomen Takao Kobayashi vid Ōizumi-observatoriet.
Den tillhör asteroidgruppen Vesta.